# Sadków (powiat oleśnicki)
Sadków (niem. Zantkau) – wieś w Polsce położona w województwie dolnośląskim, w powiecie oleśnickim, w gminie Dobroszyce. We wsi znajduje się gospodarstwo agroturystyczne.

## Podział administracyjny
W latach 1975–1998 miejscowość należała administracyjnie do województwa wrocławskiego.